# Takeshi Inoue
Takeshi Inoue (Japó, 30 de setembre de 1928 – 5 d'abril de 1992), fou un exfutbolista japonès.

## Selecció japonesa
Takeshi Inoue va disputar 1 partits amb la selecció japonesa.